# Convento de São Domingos de Vila Real
No reinado de D. João I, os frades do Convento de São Domingos de Guimarães decidiram fundar um convento da mesma Ordem, em Vila Real, tendo para tal obtido a bula apostólica do papa Martinho V, e o apoio do arcebispo de Braga, D. Fernando da Guerra, a câmara de Vila Real, e do rei.
Foi escolhido um terreno, fora de muros, constituído por parte do rossio público e por propriedades de particulares que davam para a rua da Fonte do Chão, localização essa aprovada e confirmada pelo rei, em 1421, a câmara e o povo da vila, no ano seguinte, doaram à Ordem dos Pregadores um pedaço de campo, no Rossio, mais tarde, denominado Campo do Tabolado, assim como uma fonte de água.
Em 1424, os dominicanos tomaram posse dos terrenos destinados à construção do convento, e lançaram a primeira pedra.
Em 1426, o convento de São Domingos de Guimarães fez a doação, aos seus irmãos de Vila Real, de alguns livros e objectos de culto.
A 20 de Novembro de 1429 foi dada, pelo rei D. João I, licença a Vasco Afonso Moutinho para edificar o convento.
A partir de 1443 aparecem-nos já registos de ordenações atinentes a frades do mosteiro dominicano de Vila Real, o qual, juntamente com a igreja, estaria já acabado por essa data.
As dotações de D. Afonso V, D. João III e, sobretudo, dos marqueses de Vila Real, seus padroeiros, contribuíram para que, a partir de finais do século XV, a situação económica desta casa religiosa passasse a ser mais desafogada.
Por 1721, o convento de S. Domingos, entre a rua da Fonte Chã e o Campo do Tabolado, dispunha de uma boa cerca, com hortas e produção de vinho e azeite.
O convento foi extinto em 1834, e a sua igreja passou a constituir, um ano depois, o templo da freguesia de S. Dinis.
Em 1837, o edifício do convento, no qual se achava aquartelado o batalhão de caçadores nº 3, foi totalmente devorado por um incêndio, o qual destruiu, igualmente, com excepção da capela-mor, a igreja.
O templo veio a ser restaurado e, após a criação da diocese de Vila Real, em 1922, passou a igreja catedral.